# Antoni Jan Czetwertyński-Światopełk
Antoni Jan Nepomucen Czetwertyński-Światopełk książę herbu Pogoń Ruska (ur. 1744, zm. 9 kwietnia 1830 w Warszawie) – książę w Królestwie Kongresowym w 1820 roku, szambelan Stanisława Augusta Poniatowskiego w 1771 roku, polski poseł, ostatni kasztelan bracławski.
Syn Felicjana Stefana (zm. 1756), starosty duniczewskiego i Marianny Jełowickiej. Rodzeństwo Antoniego Jana: Janusz Tomasz Czetwertyński-Światopełk i Stefan Czetwertyński-Światopełk, podkomorzy bracławski.
Mianowany generałem-adiutantem w 1774. Piastował różne urzędy ziemskie: m.in. stolnika i chorążego. Był posłem na sejm w latach 1782 i 1784. Był członkiem konfederacji Sejmu Czteroletniego. W 1790 roku został mianowany kasztelanem bracławskim po Marcinie Grocholskim. Po 1792 roku zamieszkał w Warszawie. Z pierwszą żoną Teresą Zagórką, rozwiódł się. Druga żona Anna Ryszewska urodziła 5 synów. W Warszawie uchodził za znaną osobistość. Jako człowiek dobroczynny i pobożny był powszechnie szanowanym obywatelem Warszawy.
27 września 1791 roku odznaczony Orderem Orła Białego.
17 sierpnia 1792 roku złożył akces i wykonał przysięgę konfederacji targowickiej.